# Napięcie fazowe
Napięcie fazowe wartość skuteczna napięcia pomiędzy wybranym przewodem fazowym a przewodem neutralnym, ochronnym lub ochronno-neutralnym. Napięcie takie występuje w odbiornikach jednofazowych lub w gałęziach odbiornika połączonego w gwiazdę.
Zgodnie z normą PN-IEC 60038:1999, wartość skuteczna napięcia fazowego w sieciach niskiego napięcia (nn), przy częstotliwości sieci 50 Hz wynosi 230 V.  Jest to podstawowa wartość charakteryzująca instalacje jednofazowe. Wartość maksymalna (amplituda) napięcia sieciowego wynosi 230 V · √2 ≈ 230 V · (1,41) ≈ 325 V.